# Биббона
Биббона (итал. Bibbona) — коммуна в Италии, располагается в регионе Тоскана, в провинции Ливорно.
Население составляет 3211 человек (2008 г.), плотность населения составляет 49 чел./км². Занимает площадь 66 км². Почтовый индекс — 57020. Телефонный код — 0586.
Покровителем коммуны почитается святой апостол Варфоломей, празднование 13 января.

## Демография
Динамика населения:

## Администрация коммуны
- Официальный сайт: http://www.comune.bibbona.li.it/

## Города-побратимы
- Мартийак (Франция, с 2004)